# John Farmer (prawnik)
John Farmer junior (ur. 24 czerwca 1957) – amerykański prawnik i polityk ze stanu New Jersey.
Farmer formalnie nie jest związany z żadną partią polityczną, ale pełnił urząd (pochodzący w stanach, inaczej niż na szczeblu federalnym, z wyborów) prokuratora generalnego stanu w administracjach dwojga republikańskich gubernatorów Christine Todd Whitman i Donalda DiFrancesco. DiFrancesco został gubernatorem nie w wyniku wyborów, tylko po rezygnacji Withman, która zasiadła w rządzie prezydenta George’a W. Busha. New Jersey nie posiada urzędu wicegubernatora i następnym w linii sukcesji jest przewodniczący stanowego senatu. Prawo New Jersey dzieli też gubernatorów na tymczasowych i po prostu gubernatorów, z tym że ci ostatni muszą być albo wybrani, albo, przejmując stanowisko, służyć minimum pół roku.
Po rezygnacji DiFrancesco z Senatu (a więc i gubernatorskiego fotela), następnym w linii sukcesji był prokurator generalny Farmer, gdyż nowy przewodniczący Senatu nie był jeszcze wybrany. John Farmer pełnił obowiązki gubernatora przez 90 minut dnia 8 stycznia 2002 roku, do czasu przejęcia jego funkcji przez nowego przewodniczącego Johna O. Bennetta (który notabene pełnił obowiązki tylko do 12 stycznia, kiedy zastąpił do demokrata Richard Codey). Farmer podczas półtoragodzinnego urzędowania jako gubernator nie przestał ani na chwilę sprawować obowiązków prokuratora, co czyni z niego, wprawdzie na czas bardzo krótki, najpotężniejszego szefa stanowej władzy wykonawczej.
W późniejszym czasie Farmer był starszym doradcą komisji ds. zbadania okoliczności zamachów z 11 września 2001, kierowanej notabene przez innego byłego gubernatora New Jersey Thomasa Keana. Obecnie zaś praktykuje prawo i jest publicystą w tym zakresie.